# Ciencia ficción negra

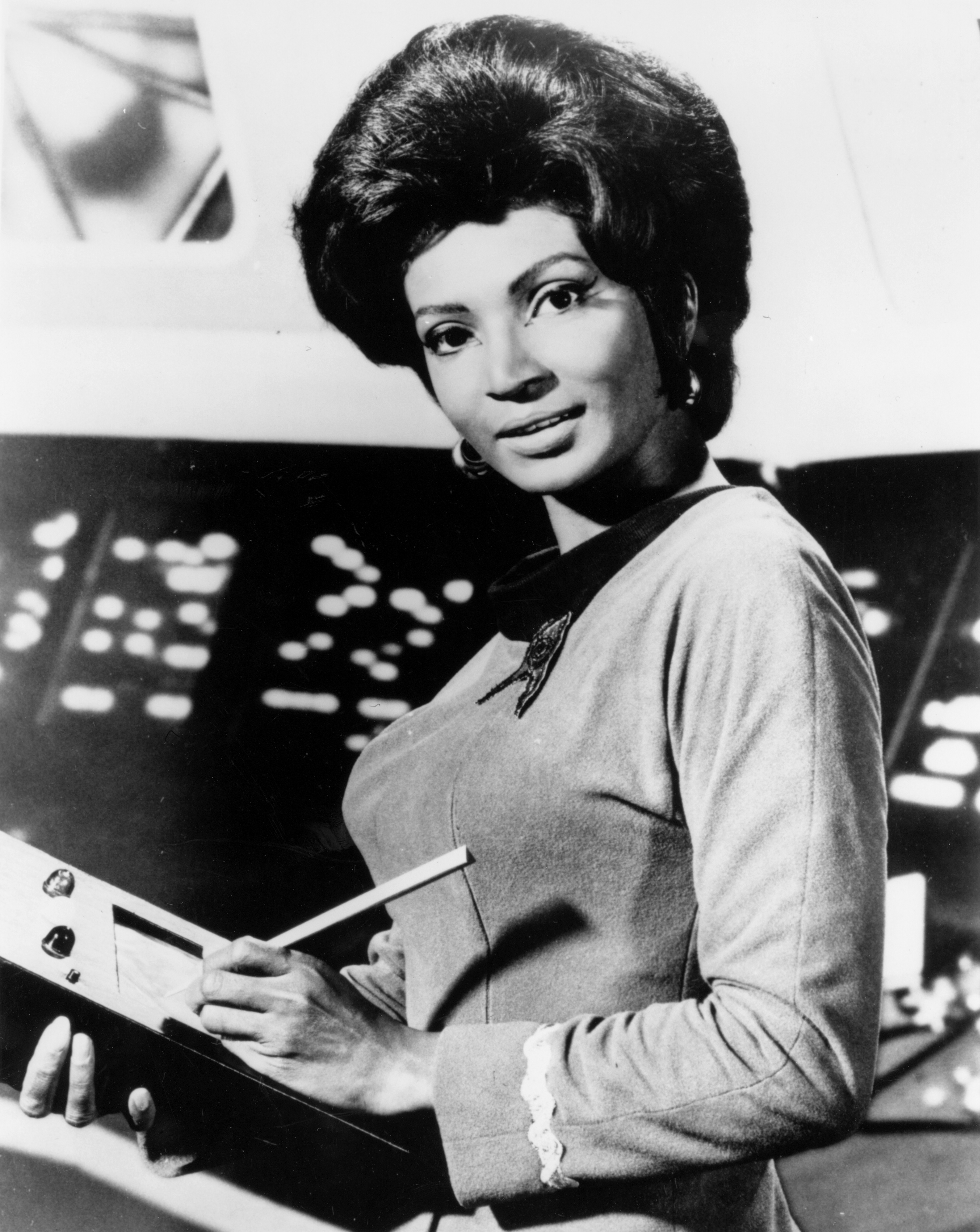
Actriz Nichelle Nichols como la Teniente Uhura (1977)

Ciencia ficción negra, o Black SciFi, es un término que cubre varias actividades dentro de la ciencia ficción, fantasía y géneros de horror donde las personas de la diáspora africana participan o son protagonistas.
A finales de los años 90, un número de críticos culturales estadounidenses empezó a utilizar el término afrofuturismo para describir un movimiento cultural y literario de pensadores y artistas de la diáspora africana que utilizaban la ciencia, la tecnología, y la ciencia ficción con el propósito de explorar la experiencia negra.

## Historia
Según Jess Nevins, "una historia certera de la ficción especulativa negra... Sería imposible de escribir" porque muy poco es sabido de los dime novel del siglo XIX y de los escritores de revistas pulp del temprano siglo XX, incluyendo su etnicidad. A pesar de que el concepto de ciencia ficción como género ya había emergido a finales del siglo XIX, sus exponentes negros tempranos casi no se conocen.

### SigloXIX
En 1859, Martin Delany (1812–1885), uno de los más importantes dirigentes políticos negros, empezó a publicar Blake, o las Cabañas de América como serial en la Anglo-Revista americana. El tema de la novela fue una revuelta de esclavos en los estados sureños que tiene éxito y fundan un país negro e independiente en Cuba. Samuel R. Delany Lo describió " muy cercano en su estilo a una clásica ucronía". El serial acabó prematuramente, pero la novela entera fue publicada de noviembre de 1861 a mayo de 1862.
Charles W. Chesnutt (1858–1932) era un escritor de historias hoodoo. Su colección  Conjure Woman (1899) es la primera ficción especulativa conocida escrita por una persona de color. La novela de 1892 Iola Leroy por Frances Harper (1825–1911), la principal poetisa negra del siglo XIX, ha sido descrita como la primera pieza de ficción utópica afroamericana gracias a su visión de un pacífico e igualitario sistema de hombres y mujeres, blancos y negros. En contraste, la novela de 1899 Imperium in Imperio por Sutton Griggs (1872–1933) especula con una absorción violenta de Texas por afroamericanos dirigidos por un gobierno negro secreto.

### SigloXXtemprano
De Una Sangre (1902), por el escritor y editor Pauline Hopkins (1859–1930), describe el descubrimiento de una civilización escondida con tecnología avanzada en Etiopía, es la primera novela del tipo "ciudad perdida" de un afroamericano. Light Ahead for the Negro, una novela de 1904 novela por Edward Un. Johnson (1860–1944), es un intento temprano de imaginar una sociedad americana menos racista, describiendo qué por 2006 los Negros tienen tierras dadas por el gobierno. W. E. B. Du Bois narra en 1920 en su historia El Cometa, una catástrofe en la que solo sobreviven un hombre negro y una mujer blanca, es el primer trabajo postapocaliptico afroamericano. George Schuyler (1895–1977), el crítico de EE. UU. conservador y escritor, publicó varios trabajos de ficción especulativa en los años 30s, utilizando la ficción para explorar sus preocupaciones raciales.
Allá por los años 20, la ficción especulativa era también publicada por escritores africanos. En Sudáfrica, la popular novela de 1920 Chaka, escrita en Sotho por Thomas Mofolo (1876–1948) presentó una historia realista mágica de la vida del rey zulú Shaka. Nnanga Kôn, una novela de 1932 por Jean-Louis Njemba Medou, cuenta el primer contacto desastroso de colonialistas blancos con el pueblo Bulu. Fue tan popular en Camerún que ha acabado siendo base de folclore local. 1934 vio la publicación de dos novelas nigerianas que describen las acciones de gobernantes en un mítica versión del pasado del país, Gandoki por Muhammadu Bello Kagara (1890–1971) y Ruwan Bagaja por Abubakar Imam. En 1941, el togolés Félix Couchoro (1900–1968) escribió Amor de Féticheuse. La historia Yayne Abäba en la colección de 1945 Arremuňň por Mäkonnen Endalkaččäw, un escritor etiópe en amhárico, es notable como un trabajo temprano de ciencia ficción musulmana, describiendo las aventuras de una adolescente amhara vendida como esclava.

### 1950-presente
Escritores como Samuel R. Delany, Octavia E. Butler, Nalo Hopkinson, Ministro Faust, Nnedi Okorafor, N. K. Jemisin, Tananarive Previsto, Andrea Hairston, Geoffrey Thorne, Nisi Mantón, y Carl Hancock Rux son, entre otros, los escritores que continúan trabajando en ficción negra y ficción especulativa.
Samuel R. Delany es un escritor de ciencia ficción, crítico literario, y memorista cuya ficción explora y experimenta con mitología, raza, memoria, sexualidad, percepción y género. En 2013, la Ficción de Ciencia y Escritores de Fantasía de América nombraron a Delany su trigésimo SFWA Maestro Magnífico.

Delany trató los retos a los que se enfrenta los americanos africanos en la comunidad de ficción en un ensayo "Racismo y Ciencia Ficción."
Since I began to publish in 1962, I have often been asked, by people of all colors, what my experience of racial prejudice in the science fiction field has been. Has it been nonexistent? By no means: It was definitely there. A child of the political protests of the ’50s and ’60s, I’ve frequently said to people who asked that question: As long as there are only one, two, or a handful of us, however, I presume in a field such as science fiction, where many of its writers come out of the liberal-Jewish tradition, prejudice will most likely remain a slight force—until, say, black writers start to number thirteen, fifteen, twenty percent of the total. At that point, where the competition might be perceived as having some economic heft, chances are we will have as much racism and prejudice here as in any other field.We are still a long way away from such statistics.But we are certainly moving closer.
Octavia E. Butler Era una influyente escritora de ficción e instructora. En 1995, se convirtió en el primer escritor de ciencia ficción en ganar la Beca MacArthur. En 2007, la Sociedad de Brandon Carl estableció la Beca Octavia E. Butler conmemorativa qué proporciona soporte a un estudiante del color que estudia en  El Taller Clarion o Taller de Escritores Del oeste. Según el sitio web de la Sociedad de Brandon Carl, "Éste legado proporciona la misma oportunidad que Octavia tuvo a generaciones futuras de escritores de color."
Nalo Hopkinson es una renombrada escritora de fantasía, profesora, y editora cuyos cuentos exploran clase, raza, y sexualidad utilizando temas del folclore de Caribe, y el feminismo. Skin Folk es una colección de sus cuentos qué ganó en 2002 el World Fantasy Award.
La Sociedad Brandon Carl es un grupo originado en la comunidad de ciencia ficción dedicada a representar a personas de color en el género fantástico. La Sociedad reconoce trabajos de autores de color y personajes de color a través de premios, proporciona listas de lectura para educadores y bibliotecarios. Tiene una wiki específicamente para recoger información sobre personas del color que trabajan en estos géneros.